# اونای ونسدور
اونای ونسدور (انگلیسی: Unai Vencedor؛ زادهٔ ۱۵ نوامبر ۲۰۰۰) بازیکن فوتبال اهل اسپانیا است.
وی همچنین در تیم‌های ملی فوتبال زیر ۱۹ سال اسپانیا و زیر ۲۱ سال اسپانیا بازی کرده‌است که در پست هافبک برای باشگاه فوتبال اتلتیک بیلبائو بازی می‌کند.